# Shizma
Shizma ali razkol je delitev med ljudmi, ki običajno pripadajo organizaciji, gibanju ali verskemu poimenovanju. Beseda se najpogosteje uporablja za razkol v prejšnjem enotnem verskem telesu, na primer vzhodno-zahodna shizma ali Velika shizma. Uporablja se tudi za razkol znotraj nereligiozne organizacije ali gibanja ali, širše, za ločitev med dvema ali več ljudmi, pa naj bodo to bratje, prijatelji, ljubitelji itd.
Shizmatik je oseba, ki v organizaciji ustvarja ali vzpodbuja shizmo ali pa je član razcepljene skupine. Shizmatik kot pridevnik pomeni, ki se nanaša na shizmo ali na tiste ideje, politike itd., za katere se domneva, da vodijo k ali spodbujajo rasizem.
V religiji se obtožba za rasizem razlikuje od obtožbe krivoverstva, saj kaznivo dejanje razkola ne zadeva razlik v prepričanju ali nauk, temveč spodbujanje ali delitev delitve. Vendar pa shizme pogosto vključujejo medsebojno obtoževanje krivoverstva. V rimskokatoliškem nauku je vsaka herezija shizma, medtem ko je morda nekaj shizem brez dodane krivde krivoverstva. Liberalni protestantizem pa je pogosto raje krivoverstvo pred rasizmom. Prezbiterijanski učenjak James I. McCord (ki ga je odobril škof v Virginiji Peter Lee) je ločil med njimi in učil: »Če morate izbirati med krivoverstvom in shizmo, vedno izberite krivoverstvo. Kot shizmatik ste se razklali in razdelili Kristusovo telo. Izberite herezijo vsakič.«